# Paul Rogers (Politikwissenschaftler)
Paul Rogers (* 10. Februar 1943) ist ein britischer Politikwissenschaftler und emeritierter Professor für Friedensforschung an der University of Bradford und Ehrenmitglied des Joint Service Command and Staff College. Er amtierte 2003/04 als Vorsitzende der British International Studies Association (BISA).
Rogers studierte am Imperial College London, wo er sein Bachelor-Examen ablegte und zum Ph.D. promoviert wurde. 1979 begann er mit der Friedensforschung an der University of Bradford. 
Er hält seit beinahe vierzig Jahren Vorlesungen an hochrangigen britischen Verteidigungshochschulen und war externer Prüfer für die Master-Programme des Royal College of Defence Studies. 
Sein besonderes Interesse gilt dem Nahen Osten und paramilitärischer Gewalt sowie der Wechselwirkung zwischen sozioökonomischer Marginalisierung, Klimastörungen und Sicherheit.

## Schriften (Auswahl)
- Losing control. Global security in the twenty-first century. 4. Auflage, Pluto Press, London 2021, ISBN 978-0-74534-368-6.
- Irregular war. ISIS and the new threat from the margins. I.B. Tauris, London/New York 2016, ISBN 978-1-78453-488-2.
- Global security and the War on Terror. Elite power and the illusion of control. Routledge, London/New York 2008, ISBN 0-415-41937-9.
- Why we're losing the war on terror. Polity, Cambridge/Malden 2008, ISBN 978-0-74564-196-6.
- A war too far: Iraq, Iran and the new American century. Pluto Press, London 2006, ISBN 0-7453-2432-0.